# Stefan-Schatzl-Hütte
Die Stefan-Schatzl-Hütte ist eine private Schutzhütte, davor gehörte sie der Sektion Salzburg der Naturfreunde Österreich. Gelegen ist sie im nördlichen Teil des Tennengebirge im Salzburger Land. Seit etwa 2009 ist die Hütte in privatem Besitz und steht nicht mehr für Übernachtungen zur Verfügung.

## Lage
Die kleine Hütte befindet sich auf der Lichtung der ehemaligen Nesselbergalm auf der abweisenden und einsamen Nordflanke des Tennengebirges. Sie liegt auf 1340 m ü. A. Höhe am Fuß des Knallstein und hoch über dem Tal der Lammer mit der Ortschaft Scheffau am Tennengebirge. Der wenig bekannte und nicht besonders häufig besuchte Stützpunkt wird als Selbstversorgerhütte geführt und zumindest an Sommerwochenenden bewirtet, dann sind auch Getränke erhältlich. Es ist ein guter Ausgangspunkt für Bergsteiger, die von hier aus Plateauüberschreitungen und Gipfelbesteigungen im nördlichen Tennengebirge unternehmen können, aber auch ein lohnendes Ausflugsziel für Wanderer.

## Geschichte
Stefan Schatzl (1891–1977) und Franz Schober aus Hallein, beides begeisterte Anhänger des Tennengebirges, trafen sich im Sommer 1924 zufällig auf der halb verfallenen Nesselbergalm und beschlossen, daraus eine Unterkunft für Bergsteiger zu schaffen. Daraufhin wurde mit dem Grundstücksbesitzer aus Vorderscheffau ein langjähriger Pachtvertrag ausgehandelt und nach tatkräftigem Einsatz konnte die umgebaute Hütte am 31. Oktober 1926 eröffnet werden. Dabei war Stefan Schatzl am meisten beteiligt, er blieb so oft es ging als Hüttenwart dort, wegen seines unermüdlichen Einsatzes erhielt die Hütte seinen Namen. 1938 wurde die Hütte beschlagnahmt und geschlossen, erst im Januar 1946 erhielten die Naturfreunde ihre Hütte zurück, wobei sie wieder von Stefan Schatzl übernommen wurde. Zwei Jahre später wurde die Hütte renoviert und erweitert, am 21. August 1949 konnte sie wieder eröffnet werden. 1959 gab Stefan Schatzl die Hütte aus gesundheitlichen Gründen ab, nahm jedoch zum 50-jährigen Bestehen an der Jubiläumsfeier als 84-Jähriger teil.

## Zustiege
Anreise: Von der Tauernautobahn (A 10), Ausfahrt Golling, über die Lammertal Straße (B 162) nach Scheffau am Tennengebirge.
- Von Unterscheffau (Parkplatz am Kuchlbachhof) über Infang-Alm und Hüttenweg in 3 Stunden
- Von Oberscheffau (Gasthaus Lammerklause) über Schön-Alm und Hüttenweg in 3 Stunden

## Übergänge
- Leopold-Happisch-Haus (1.925 m) über Wieselsteine, mittel, Gehzeit: 4½ Stunden
- Rossberghütte (1.000 m) über Dunkle Gruben, Schneegrube, Scheiblingkogel, nur im Winter als Skitour

## Gipfelbesteigungen
- Platteneck (1946 m ü. A.), nicht markiert, Gehzeit: 2 Stunden
- Wieselstein (2300 m ü. A.), mittel, Gehzeit: 3 Stunden
- Knallstein (2234 m ü. A.) über Südgrat, mittel, Gehzeit: 2½ Stunden